# Тёплый Стан (район Москвы)
Тёплый Стан — район в Москве, расположенный в Юго-Западном административном округе, а также соответствующее ему одноимённое внутригородское муниципальное образование. Район получил название по бывшим подмосковным поселениям Нижние Тёплые Станы и Верхние Тёплые Станы, которые стали частью Москвы в 1960 году. На 2017 год площадь района составляет 750 га, численность населения — 133 905 человек. С XVII века Тёплый Стан был важным транспортным пунктом на Калужском направлении и сохраняет этот статус по сей день.

## Территория и границы
Район расположен в юго-западной части Москвы, на территории Юго-Западного административного округа. Контуры района идут по внешней границе полосы отвода МКАД, по осям Ленинского проспекта, улицы Островитянова и Профсоюзной улицы до МКАД. Муниципалитет граничит с районами Коньково, Обручевский, Тропарёво-Никулино и Ясенево. По данным на 2010 год площадь района составляет 750 га. В его пределах берут своё начало реки Очаковка и Сетунька, ручьи Кукринский и Ляхвинский. На территории района расположена вершина Теплостанской возвышенности, являющаяся самой высокой естественной точкой в городе: её высота составляет 253 метра над уровнем моря и 130 метров над урезом Москвы-реки.

## Население
| 2002     | 2010     | 2012     | 2013     | 2014     | 2015     | 2016     |
| -------- | -------- | -------- | -------- | -------- | -------- | -------- |
| 112 733  | ↗130 413 | ↗131 368 | ↗132 379 | ↗132 987 | ↗133 069 | ↗133 857 |
| 2017     | 2018     | 2019     | 2020     | 2021     | 2023     | 2024     |
| ↗133 905 | ↗134 298 | ↗134 321 | ↗134 562 | ↘133 135 | ↘132 338 | ↘131 899 |

По итогам всероссийской переписи населения 2002 года в Тёплом Стане проживали 112 733 человек: 51 268 (45,5 %) мужчин и 61 465 (54,5 %) женщин, что составило 9,56 % населения ЮЗАО и 0,92 % населения Москвы. По итогам переписи 2010 года в районе уже проживало 130 413 человек, из которых 59 099 (45,3 %) мужчин и 71 314 (54,7 %) женщин. По оценкам Мосгорстата население района на 1 января 2011 года составляло 126,3 тыс. человек.
На 2010 год площадь жилого фонда района составляла 2406,4 тыс. м².

### Национальный состав
По итогам переписи населения 2020 года проживали следующие национальности (национальности менее 0,1 % и другое, см. в сноске к строке «Другие»):
| Национальность | Численность, чел. | Доля     |
| -------------- | ----------------- | -------- |
| Русские        | 101 385           | 76,15 %  |
| Татары         | 832               | 0,62 %   |
| Армяне         | 656               | 0,49 %   |
| Украинцы       | 443               | 0,33 %   |
| Евреи          | 437               | 0,33 %   |
| Узбеки         | 370               | 0,28 %   |
| Азербайджанцы  | 245               | 0,18 %   |
| Таджики        | 220               | 0,17 %   |
| Грузины        | 213               | 0,16 %   |
| Белорусы       | 136               | 0,10 %   |
| Другие         | 28 198            | 21,19 %  |
| Итого          | 133 135           | 100,00 % |

## Герб и флаг
Герб и флаг района утверждены и внесены в Геральдический реестр города Москвы с присвоением регистрационного номера 12 октября 2004 года. Флаг муниципалитета представляет собою зелёное прямоугольное полотнище с соотношением сторон 2:3, герб района — щит московской формы того же цвета. В центре на них изображено золотое остриё, слева от которого находится золотой ветряной флюгер, а справа — золотой лесной рожок. В острие находится красный кирпичный навес с зелёной остроконечной крышей, откуда вытекает голубая вода в голубой водоём ниже. Фоновые цвета герба — зелёный и золотой — символизируют наличие значительной доли лесопарковой зоны и наивысшей точки Теплостанской возвышенности в пределах муниципального округа. Навес, являясь олицетворением слов «стан» или «кров», символизирует местное муниципальное образование. Крыша навеса напоминает о войсковых шатрах-палатках, предположительно находившихся на территории муниципалитета. Водоем с падающей в него голубой водой символизирует памятник природы «Родник Холодный» и пруд на реке Очаковке в Теплостанском лесопарке. Рожок символизирует сам Теплостанский лесопарк и элемент герба Тютчевых, бывших владельцев этих мест, а флюгер — расположение Тёплого Стана на открытой для всех ветров возвышенности.

## Происхождение названия
Своё название район получил от двух деревень — Нижние Тёплые Станы и Верхние Тёплые Станы. Точная этимология топонима «Тёплый Стан» неизвестна. Согласно одной из версий считается, что словом «стан» звалось место остановки путников для отдыха, при этом «тёплый» истолковывается как «обустроенный для зимнего жилья, отапливаемый». Другая теория, частично связанная с первой, присовокупляет к этимологии топонима ордынское нашествие — на этой территории могло зимовать в утеплённых шатрах войско одного из татарских ханов.

## История
Нынешний муниципальный округ был основан на месте прежних пяти поселений — Верхние Тёплые Станы, Нижние Тёплые Станы, Богородское, Дмитровские хутора и Брёхово, а также части села Троицкое. С появлением железных дорог Калужский тракт, на которых были возведены Тёплые Станы, утратил своё значение торговой артерии, надобность в почтовой станции отпала, и численность в населённых пунктах пошла на убыль. В 1960 году эти земли были включены в состав Москвы, а уже в 1972 здесь началось массовое жилищное строительство под руководством архитектора Я. Б. Белопольского.
С момента включения в состав Москвы по 1969 год нынешний муниципалитет находился в составе Октябрьского района, с 1969 до 1991 — в составе Черёмушкинского района. После административной реформы в 1991 году был образован Юго-Западный административный округ, частью которого стал Тёплый Стан. 5 июля 1995 года согласно закону города Москвы № 13-47 «О территориальном делении города Москвы» район получил свои современные границы.

### Дмитровские хутора
Предположительно, хутора были основаны в первой четверти XX века благодаря Столыпинской аграрной реформе: нескольким крестьянам округи были выдана территория под ведение хозяйства. Позднее во время застройки микрорайона хутора были снесены. В 1999 году яблоневые посадки хуторов частично пострадали во время расширения Ленинского проспекта.

### Брёхово
Деревня находилась в районе нынешнего пансионата ветеранов труда № 6. Брёхово стала известна с XVII века как владение Морозовых, которое позднее стало частью подмосковных земель Новодевичьего монастыря. По итогам секуляризации стало государственной собственностью, а после включения в состав Москвы снесено.

### Верхние Тёплые Станы
Верхние Тёплые Станы были образованы в конце XVII века думным дьяком Ивановым Автономом Ивановичем на землях, изъятых у Фёдора Шакловитого, готовившего покушение на Петра I и позднее казнённого. Местом для поселения стала Беляевская пустошь, лежавшая по обеим сторонам Большой Калужской дороги. В деревню были поселены крестьяне, а для проезжих людей были поставлены дворы для постоя. В 1747 году между дочерьми Иванова Николая, сына Автонома Иванова, был произведён раздел имений, в результате которого Троицкое вместе с деревней Верхний Тёплый Стан досталось младшей дочери, которой являлась Дарья Николаевна Салтыкова — позднее ставшая известной благодаря зверствам, устраиваемым над своими крепостными крестьянами. После лишения дворянского звания Салтычихи и отправки на пожизненное заточение земли стали принадлежать её малолетним детям — Николаю и Фёдору Глебовичам Салтыковым, опекунами которых являлись Борис Салтыков и их дядя Иван Никифорович Тютчев. Для уплаты долгов Салтыковых Сенатом было дозволено продать их. После выставления на распродажу, Троицкое и Верхние Тёплые Станы в 1777 году достаются Тютчеву — мужу родной сестры Салтычихи и отцу знаменитого поэта. За время своего владения он перестраивает «вотчинников дом» и разбивает регулярный парк с прудами. Следующим владельцем земель стал Николай Андреевич Тютчев. Во время войны 1812 года Тютчевы перебрались прежде в Подмосковное Троицкое, а позднее в свои ярославские владения. При отступлении французов Троицкое и Тёплые Станы были разорены и сожжены. После войны село было восстановлено. Следующим хозяином деревни была Воейкова, позже племянница Грибоедова — Анастасия Устинова. По данным на 1890 год Верхних Тёплых Станах проживало 120 человек.

### Нижние Тёплые Станы
Нижние Тёплые Станы были основаны примерно в одно время с Верхними владельцем села Узкого Тихоном Никитичем Стрешневым: обустраивая свою усадьбу, он выселил своих крестьян ближе к Калужской дороге, на бывшую пустошь Возцы. Село принадлежало Стрешневым вплоть до конца 1760-х годов, когда Борис Васильевич Голицын женился на Софье Ивановне Стрешневой, тем самым став новым владельцем села. В 1812 году Мария Алексеевна Голицына вышла замуж за Толстого Петра Александровича, благодаря чему Нижние Тёплые Станы перешли во владение Толстых. За время владения Петр Александрович организовал в поселении опытные садовые участки, на которых выращивал вишни. По данным на 1890 год Нижних Тёплых Станах проживало 76 человек.

### Богородское
Богородское было основано в первой половине XVII века Иваном Васильевичем Морозовым на бывшей пустоши и впервые упомянуто в 1627 году. За время своего существование село и усадьба при нём принадлежало разным родам вплоть до революции: Голицыным, Ржевским, Багратионам, Щербатовым, Черкасовым, Нарышкиным и Пустошкиным. После неё в Богородском находился один из рабочих полков Красной армии, позже — коммуна последователей учения Льва Толстого, руками которых дворянская усадьба была разобрана в 1928 году. В 1929 году коммуна была распущена, а уже в 1930 году прилежащая территория была продана психиатрической больнице имени Петра Петровича Кащенко. Во время войны по территории усадьбы при селе прошла линия обороны Москвы, фортификационные сооружения которой сохранились до 2017 года. Окончательно село было снесено после включения в состав Москвы, в начале 1970-х годов.

## Транспорт

### Метрополитен
На границах района расположены три станции метро: «Тёплый Стан», «Коньково» (открыты 6 ноября 1987 года) и «Тропарёво», открытая 8 декабря 2014 года. Через район также проложена Троицкая линия метрополитена и станция метро «Генерала Тюленева». Она расположена вдоль одноимённой улицы у пересечения с улицей Тёплый Стан и открылась в 2024 году.

### Наземный транспорт
Район Тёплый Стан и станция метро «Тёплый Стан» являются одной из конечных остановок для автобусов и сохранившихся маршрутных такси из ТиНАО и из Московской области.
Автостанция «Тёплый Стан», принимавшая междугородные и международные рейсы, была закрыта 1 июня 2020 года.
Через район проходят автобусные маршруты №: 227; 281; 444; 553; с14; 188.

## Парки, скверы и общественные пространства
На территории района располагаются два лесопарка — Теплостанский и Троицкий, помимо которых рядом с границей района находятся Тропарёвский парк, Голубинский лесопарк и усадьба Узкое.

### Теплостанский лесопарк
Теплостанский лесопарк является естественным лесным массивом, до 1991 года относящийся к Тропарёвскому парку. После формирования современного административно-территориального деления получил нынешнее название по местности, а позднее — статус заказника. На 2004 год в лесопарке из множества древесных пород преобладали липы и дубы, из травяных растений — осока волосистая, зеленчук, сныть, кроме которых присутствовали и охраняемые виды. Фауна заказника представлена ежами, белками, певчими воробьиными и водоплавающими птицами. На территории заказника имеется множество памятников — природы, археологии и истории. К первой группе относятся долина реки Очаковки и Кукринский ручей, ко второй — четыре курганные группы XI—XIII веков и три селища, к третьей — сохранившиеся фортификационные сооружения времён Великой Отечественной войны.
На территории ландшафтного заказника расположена зона отдыха «Тропарёво».

### Пешеходная зона на Ленинском проспекте
Пешеходный маршрут в 9 микрорайоне Теплого Стана. Расположен вдоль домов 123—131 на Ленинском проспекте. Появился в 2019 году в ходе реализации программы мэра Москвы «Мой район». Его длина составляет более 1 километра. Также обновленный пешеходный маршрут имеется и с лицевой стороны домов на Ленинском проспекте. У дома 127 на Ленинском проспекте расположен памп-трек. Рядом имеется детская площадка.

### Променад вдоль улицы Академика Виноградова
Пешеходная зона вдоль улицы Академика Виноградова — от фонтана до зоны отдыха «Тропарёво». Благоустроена в 2019 году по программе мэра Москвы «Мой район». На территории есть детская площадка в виде вокзала. Кроме скамеек вдоль пешеходной зоны есть несколько зон для тихого отдыха. Например, здесь есть веранда в форме улитки, внутри которой расположены лавочки, а сверху расставлены вазоны. На пешеходном маршруте вдоль корпусов 1 и 2 дома 15 на улице Тёплый Стан оборудован игровой городок в стиле сказочного терема.

### Народный парк
Зеленая зона отдыха на пересечении улиц Тёплый Стан и Академика Виноградова, рядом с домом 14/2 на ул. Тёплый Стан. Здесь обустроены пешеходные тропинки, детские и спортивные площадки, установлены скамейки и урны. На территории парка также есть «сухой» фонтан и памп-трек.
Памп-трек на территории района также есть на улице Академика Варги рядом с домом № 5 корпус 2.

## Социальная сфера

### Культура
На территории района (Профсоюзная улица, 154) идёт строительство районного центра «Аврора». Районный центр строится на месте бывшего кинотеатра. Планируется, что новый районный центр будет иметь 5 кинозалов. Но продвидвижений в строительстве нет уже на протяжении 2-х лет..

### Образование

#### Вузы и ссузы
- Академия акварели и изящных искусств Сергея Андрияки[45]
- Строительный колледж № 38[45]
- НОУ «Православный университет»[45]

#### Школы и детские сады
На территории района находятся 29 детских садов, 13 школ, а также детская музыкальная школа № 67.

#### Библиотеки
- Библиотека № 169 «Проспект»
- Библиотека № 173
- Библиотека № 184

### Здравоохранение
На территории района находятся:

#### Поликлиники
- ГБУЗ ГП № 134 ДЗМ (филиалы № 2 и № 3)
- ГБУЗ ДКЦ № 1 ДЗМ филиал № 4 (ГП № 203)
- ГБУЗ ДГП № 81 ДЗМ (филиалы № 2 и № 3) — детская поликлиника

#### Женские консультации
- ГБУЗ «ГКБ им. В. В. Виноградова ДЗМ», женская консультация Теплый Стан

### Религия

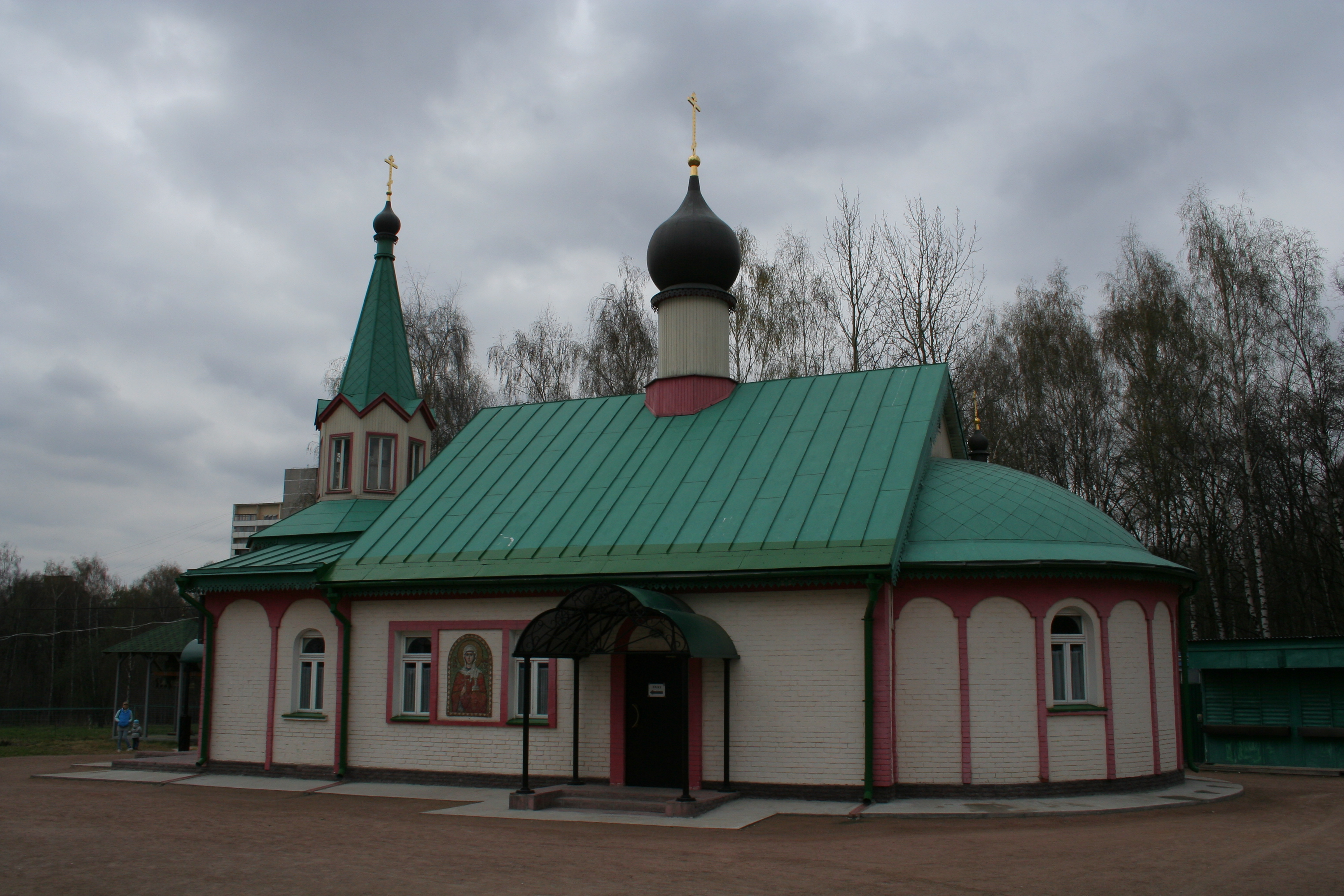
Церковь великомученицы Анастасии Узорешительницы в Тёплом Стане

На апрель 2017 года в районе имелось шесть действующих православных храмов Параскево-Пятницкого благочиния Московской городской епархии:
- Великомученицы Анастасии Узорешительницы
- Церкви святого Льва папы Римского
- Казанской иконы Божьей матери
- Благоверного князя Димитрия Донского при пансионате ветеранов ВОВ
- Воскресения Христова при пансионате № 6 для ветеранов труда и инвалидов
- Преподобного Серафима Саровского при доме-интернате ветеранов труда № 31

Также на тот момент велось строительство храма Иконы Божией Матери Иверской в Беляево.

### СМИ
На территории района распространяется газета «АиФ За Калужской заставой», учредителем является АО «Аргументы и факты». Также работает сетевое издание «Газета района Теплый Стан „Наш Теплый Стан“», учредителем которого является управа района Тёплый Стан города Москвы.

## Власть

### Управа
Управа района является территориальным органом исполнительной власти, подведомственным Правительству Москвы и занимающимся решением вопросов местных масштабов и руководством социальными и хозяйственными службами. Руководство, координацию и контроль за деятельностью управы осуществляет префект Юго-Западного административного округа; с декабря 2012 года эту должность занимает Волков Олег Александрович.
Глава управы является организатором работы управы, решает права управы как юридического лица, обеспечивает работу районного собрания и его советников, а также сам входит в состав районного собрания с правом решения. В 2014 году префект Юго-Западного административного округа назначил на должность главы управы Журавлёва Павла Михайловича. 22 января 2021 года Журавлёв был освобожден от занимаемой должности в связи с истечением максимально предельного срока действия служебного контракта (7 лет). 15 февраля 2021 года по распоряжению мэра Москвы Сергея Собянина главой управы района Тёплый Стан назначен Никитенко Антон Юрьевич.

### Муниципалитет
В 2017 году муниципальными депутатами на должность руководителя муниципалитета была выбрана Елена Николаевна Кузьменко, а её заместителем — Владимир Сергеевич Жуков.